# Rita Levi-Montalcini
Rita Levi-Montalcini, född 22 april 1909 i Turin, död 30 december 2012 i Rom, var en italiensk neurobiolog som upptäckte nervernas tillväxtfaktor vilken hon kallade NGF (Nerve Growth Factor). Sedan 1958 var hon ledamot av The National Academy of Sciences. Hon mottog 1986 Nobelpriset i fysiologi eller medicin och Albert Lasker Basic Medical Research Award samt National Medal of Science året efter. Sedan 2001 var hon senator på livstid i den italienska senaten.

## Biografi

### De första åren
Hon föddes i en judisk familj, som dotter till Adamo Levi, elektroteknisk ingenjör och matematiker (1867–1932), och konstnären Adele Montalcini (1879–1963), hon var syster till Gino (1902–1974), skulptör och arkitekt, och Anna (1905–2000). Rita hade också en tvillingsyster Paola (1909–2000), en berömd konstnär.
Hon växte upp i en intellektuellt stimulerande familj och hade en harmonisk barndom. Hon började studera medicin på universitet i Turin 1930.

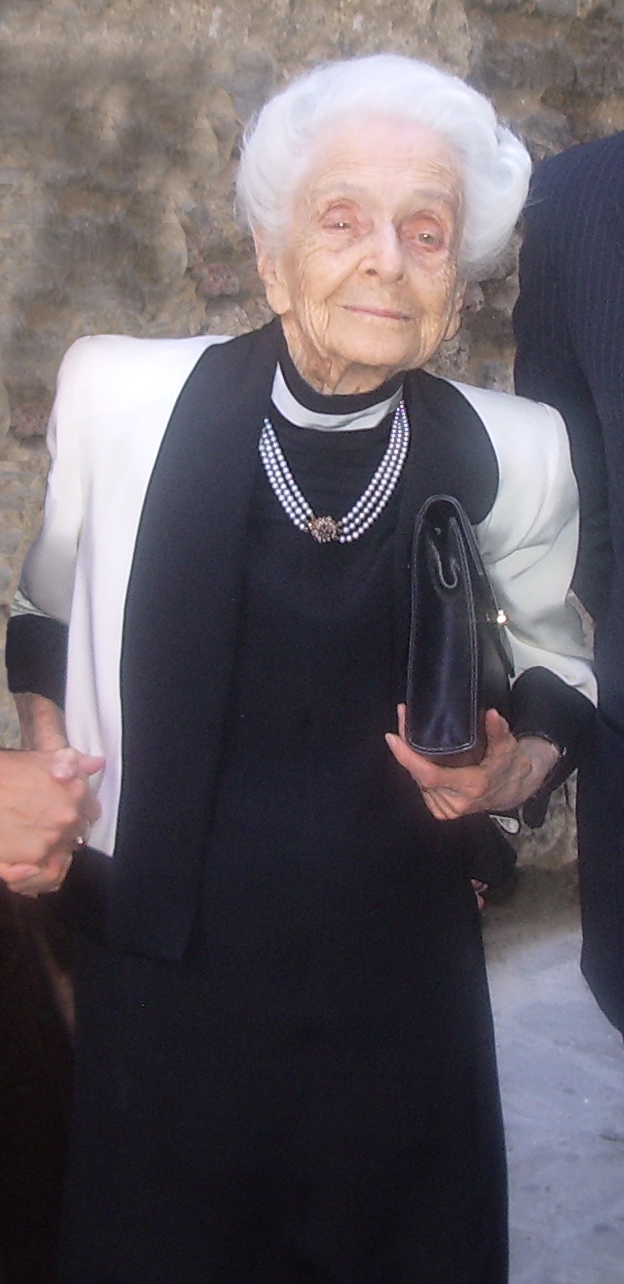
Rita Levi Montalcini

I tjugoårsåldern började hon studera för Giuseppe Levi (far till Natalia Ginzburg), då började hon fördjupa sig i läran om nervsystemet och fortsatte sedan med det under hela sin livstid. Hon hade två blivande nobelpristagare som studiekamrater, Salvador Luria och Renato Dulbecco. Alla tre var Giuseppe Levis studenter. Hon utexaminerades 1936 från Turins universitet med högsta betyg i medicin och kirurgi, och specialiserade sig senare i neurologi och psykiatri.

### Tiden under andra världskriget
På grund av de antisemitiska lagarna som infördes av den fascistiska regimen i Italien 1938 blev Rita och Giuseppe Levi tvungna att fly till Belgien. Fram till den tyska invasionen 1940 var hon gäst hos den belgiska neurologiska institutionen på Bryssels universitet där hon kunde fortsätta sina studier av nervsystemet. Strax innan den tyska invasionen återvände Rita Levi-Montalcini till Turin där hon installerade ett laboratorium i sovrummet för att kunna fortsätta sin forskning inspirerad av en artikel av Viktor Hamburger född 1934. Giuseppe Levi flydde också från den tyska invasionen av Belgien och blev hennes assistent.

## Roll i den vetenskapliga världen som kvinna och forskare
"Mänskligheten består av män och kvinnor och måste representeras av båda könen."
(Rita Levi-Montalcini)
Rita Levi-Montalcini har alltid hävdat att känna sig som en fri kvinna. Uppväxt i "en viktoriansk värld, där den manliga figuren dominerade och kvinnan hade liten chans," förklarade hon att hon hade "påverkats för att jag visste att våra mentala förmågor - man och kvinna - är lika: vi har lika stora chanser och olika tillvägagångssätt".
Hon har inte gift sig och har inte bildat en familj efter eget val för att ägna sig helt åt vetenskapen. När det gäller hennes erfarenhet som kvinna i det vetenskapliga området, har hon beskrivit hennes relationer med medarbetare och forskare som vänliga och lika. Hon har alltid hävdat att kvinnorna utgör som män en enorm reservoar av potential, även om det fortfarande är långt från att uppnå full social jämlikhet.
Den första hälften av sjuttiotalet deltog hon i "Movimento di Liberazione Femminile" (Kvinnlig befrielse rörelse i Italien) för reglering av abort. Hon har alltid varit en främjare av den fria tanken och vid flera intervjuer har hon nämnt sin far: "När vi var barn brukade min far säga till mig och min syster att vi borde bli fria tänkare i livet. Och vi blev fria tänkare innan vi ens visste vad det innebär att tänka"

## Utmärkelser
Asteroiden 9722 Levi-Montalcini är uppkallad efter henne.